# Menkalinan
Menkalinan (Beta Aurigae, β Aur) – druga co do jasności gwiazda w gwiazdozbiorze Woźnicy, odległa od Słońca o ok. 81 lat świetlnych.

## Nazwa
Gwiazda ta nosi tradycyjną nazwę Menkalinan, która wywodzi się od arabskiego ‏منكب ذي العنان‎ mankib ðī-l-‘inān, co oznacza „ramię woźnicy”. Międzynarodowa Unia Astronomiczna w 2016 roku formalnie zatwierdziła użycie nazwy Menkalinan dla określenia tej gwiazdy.

## Charakterystyka obserwacyjna
Jej wielkość obserwowana to 1,90m, zaś wielkość absolutna jest równa −0,08m. W 1889 roku Antonia Maury odkryła, że Beta Aurigae to gwiazda spektroskopowo podwójna, druga znana po Zeta Ursae Majoris.

## Charakterystyka fizyczna
Jest to gwiazda zmienna zaćmieniowa typu β Persei. Okres zmienności to 3,9600421 d – jeden ze składników zasłania drugi i w ten sposób dochodzi do zmian jasności układu.
Dwa składniki układu zaćmieniowego Beta Aurigae A są podobnymi karłami lub podolbrzymami typu widmowego A, o jasności ok. 48 razy większej niż Słońce; temperatury ich powierzchni to około 9200 K. Jasność wizualna całego systemu zaćmieniowego zmienia się w zakresie 1,89m – 1,98m. Masy gwiazd to odpowiednio 2,33 i 2,25 M☉. Średnica składnika Beta Aurigae Aa jest równa trzem średnicom Słońca, ale wskutek wzajemnego oddziaływania gwiazdy nie są sferyczne.
Składnik Beta Aurigae C o wielkości obserwowanej 14,1m, będący czerwonym karłem, jest widoczny na niebie w odległości 13,4″ od centralnej pary (pomiar z 2011 r.). Okrąża on ją w odległości co najmniej 330 au. Na niebie w pobliżu Menkalinana widoczna jest także gwiazda Beta Aurigae B (wielkość 10,86m), oddalona o 187,2″ (pomiar z 2011 r.), jednak ma ona zupełnie inny ruch własny i jest tylko optycznym kompanem.